# فورت كولنز (كولورادو)

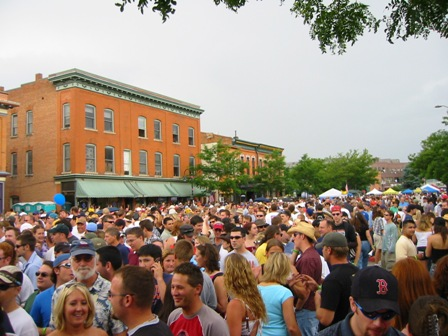
أحد مهرجانات مدينة فورت كولنز عام 2004

مدينة فورت كولنز (بالإنجليزية: Fort Collins)‏ في ولاية كولورادو الأمريكية تقع في شمال العاصمة دنفر وتبعد عن العاصمة حوالي 65 ميل(92 كيلومتر).وفقاً لإحصائية اجريت عام 2010 مجمل عدد سكان المدينة 143,986 نسمة، تعد رابع أكبر مدينة فالولاية من حيث عدد السكان. تقع فيها واحدة من أشهر الجامعات الأمريكية (جامعة ولاية كولورادو). تعتبر هذه المدينة من أكثر المدن الأمريكية أماناً حسب تصنيف مكتب التحقيق الفيدرالي. وتمتاز هذه المدينة بهدوءها الساحر وجمال طبيعتها الخلابة. صنفت من قبل مجلة "Money magazine's" كأفضل مكان للعيش بالولايات المتحدة في عام 2006, وثاني أفضل مدينة للعيش عام 2008, واحتلت الترتيب السادس في عام 2010.

## المناخ
يظهر الجدول التالي التغييرات المناخية على مدار السنة لفورت كولنز:
| البيانات المناخية لـفورت كولنز      | البيانات المناخية لـفورت كولنز | البيانات المناخية لـفورت كولنز | البيانات المناخية لـفورت كولنز | البيانات المناخية لـفورت كولنز | البيانات المناخية لـفورت كولنز | البيانات المناخية لـفورت كولنز | البيانات المناخية لـفورت كولنز | البيانات المناخية لـفورت كولنز | البيانات المناخية لـفورت كولنز | البيانات المناخية لـفورت كولنز | البيانات المناخية لـفورت كولنز | البيانات المناخية لـفورت كولنز | البيانات المناخية لـفورت كولنز |
| الشهر                               | يناير                          | فبراير                         | مارس                           | أبريل                          | مايو                           | يونيو                          | يوليو                          | أغسطس                          | سبتمبر                         | أكتوبر                         | نوفمبر                         | ديسمبر                         | المعدل السنوي                  |
| ----------------------------------- | ------------------------------ | ------------------------------ | ------------------------------ | ------------------------------ | ------------------------------ | ------------------------------ | ------------------------------ | ------------------------------ | ------------------------------ | ------------------------------ | ------------------------------ | ------------------------------ | ------------------------------ |
| الدرجة القصوى °ف (°م)               | 73 (23)                        | 76 (24)                        | 81 (27)                        | 89 (32)                        | 97 (36)                        | 102 (39)                       | 103 (39)                       | 100 (38)                       | 97 (36)                        | 88 (31)                        | 81 (27)                        | 76 (24)                        | 103 (39)                       |
| متوسط درجة الحرارة الكبرى °ف (°م)   | 44.2 (6.8)                     | 46.5 (8.1)                     | 54.7 (12.6)                    | 62.2 (16.8)                    | 71.1 (21.7)                    | 80.4 (26.9)                    | 86.6 (30.3)                    | 84.0 (28.9)                    | 75.9 (24.4)                    | 63.9 (17.7)                    | 51.4 (10.8)                    | 42.8 (6.0)                     | 63.6 (17.6)                    |
| متوسط درجة الحرارة الصغرى °ف (°م)   | 17.5 (−8.1)                    | 20.4 (−6.4)                    | 27.7 (−2.4)                    | 35.1 (1.7)                     | 44.1 (6.7)                     | 52.2 (11.2)                    | 58.0 (14.4)                    | 56.3 (13.5)                    | 47.1 (8.4)                     | 35.9 (2.2)                     | 25.6 (−3.6)                    | 17.2 (−8.2)                    | 36.4 (2.4)                     |
| أدنى درجة حرارة °ف (°م)             | −38 (−39)                      | −41 (−41)                      | −31 (−35)                      | −10 (−23)                      | 12 (−11)                       | 29 (−2)                        | 36 (2)                         | 32 (0)                         | 18 (−8)                        | −8 (−22)                       | −21 (−29)                      | −35 (−37)                      | −41 (−41)                      |
| الهطول إنش (مم)                     | 0.40 (10)                      | 0.42 (11)                      | 1.60 (41)                      | 2.06 (52)                      | 2.43 (62)                      | 2.17 (55)                      | 1.71 (43)                      | 1.60 (41)                      | 1.33 (34)                      | 1.15 (29)                      | 0.76 (19)                      | 0.50 (13)                      | 16.13 (410)                    |
| متوسط تساقط الثلوج إنش (سم)         | 7.3 (19)                       | 6.8 (17)                       | 12.1 (31)                      | 6.0 (15)                       | 0.7 (1.8)                      | 0 (0)                          | 0 (0)                          | 0 (0)                          | 0.9 (2.3)                      | 3.6 (9.1)                      | 8.6 (22)                       | 8.4 (21)                       | 54.4 (138.2)                   |
| متوسط أيام هطول الأمطار (≥ 0.01 in) | 4.1                            | 4.9                            | 6.4                            | 8.6                            | 11.2                           | 10.0                           | 9.0                            | 9.4                            | 7.6                            | 6.3                            | 5.2                            | 4.5                            | 87.2                           |
| متوسط الأيام المثلجة (≥ 0.1 in)     | 4.4                            | 5.0                            | 5.3                            | 3.1                            | 0.4                            | 0                              | 0                              | 0                              | 0.4                            | 1.4                            | 4.1                            | 4.7                            | 28.8                           |
| المصدر: NOAA                        |                                |                                |                                |                                |                                |                                |                                |                                |                                |                                |                                |                                |                                |

## توأمة
لفورت كولنز (كولورادو) اتفاقيات توأمة مع:
- ألكالا دي إيناريس (1995 - )[8]

## أعلام
- ويليام إس. هيل
- جون إس. ديفيس
- أوغستين ريد همفري
- غاري غليك
- ويليام إم. غراي
- جايك لويد
- واين ألارد
- بايرون وايت
- جون هيدر
- كولين كلارك